# Podkategoria reflektywna
Podkategoria reflektywna – pojęcie używane w matematyce, w teorii kategorii.

## Definicja
Podkategorię {\displaystyle {\mathcal {A}}} kategorii {\displaystyle {\mathcal {B}}} nazywamy podkategorią reflektywną, jeżeli istnieje, zwany reflektorem, funktor {\displaystyle {\mathcal {F}}\colon {\mathcal {B}}\to {\mathcal {A}}} lewostronnie sprzężony do funktora włożenia {\displaystyle {\mathcal {I}}\colon {\mathcal {A}}\hookrightarrow {\mathcal {B}}.} Równoważnie oznacza to, że dla każdego obiektu {\displaystyle B\in Ob({\mathcal {B}})} istnieje obiekt {\displaystyle A_{B}\in Ob({\mathcal {A}})} oraz, zwany {\displaystyle {\mathcal {A}}}-reflektem obiektu {\displaystyle B,} morfizm {\displaystyle \mu _{B}\colon B\to A_{B}} taki, że dla dowolnego {\displaystyle {\mathcal {B}}}-morfizmu {\displaystyle f\colon B\to A,} gdzie {\displaystyle A\in Ob({\mathcal {A}}),} istnieje dokładnie jeden {\displaystyle {\mathcal {A}}}-morfizm {\displaystyle g\colon A_{B}\to A} taki, że {\displaystyle f=g\circ \mu _{B},} tj. poniższy diagram jest przemienny.
Należy nadmienić, że można spotkać w literaturze definicję zakładającą dodatkowo, że podkategoria {\displaystyle {\mathcal {A}}} jest pełna.

## Przykłady
- Pełna podkategoria grup abelowych jest podkategorią reflektywną kategorii grup i homomorfizmów. Reflektorem jest funktor abelianizacji[1].
- Pełna podkategoria zwartych przestrzeni Hausdorffa jest podkategorią reflektywną kategorii przestrzeni Tichonowa i odwzorowań ciągłych. Reflektorem jest funktor uzwarcenia Čecha-Stone’a[2].